# 和服デザイナー探偵
『和服デザイナー探偵』（わふくでざいなーたんてい）は、1997年から1998年までTBS系「月曜ドラマスペシャル」で放送されたテレビドラマシリーズ。全3回。主演は泉ピン子。

## キャスト

### レギュラー
安中久里子
演 - 泉ピン子
和服デザイナー。白川郷は5年前に死んだ母の故郷。
緑川冴子
演 - 井上晴美
モデル。
五島瞳
演 - 真瀬樹里（第2作・第3作）
久里子のスタッフ。
柴崎由紀恵
演 - 宝城清子（第2作）、吉野真弓（第3作）
久里子のスタッフ。
立石美香
演 - 松蔭晴香
洋一の娘。
立石洋一
演 - 神田正輝
イベントプロデューサー。久里子の幼なじみ。妻は10年前に暴走族に殺される。

### ゲスト
第1作「奥飛騨平家伝説殺人事件」（1997年）
- 青木江利子（久里子のスタッフ） - 織田なつめ
- 藤坂恵（久里子のスタッフ） - 権平華子
- 鬼洞寺シズ（白川郷の旧家の当主） - 三條美紀
- 鬼洞寺菊代（シズの長女） - 姿晴香
- 清小路蘭子（シズの次女） - 雪絵ゆき
- 是沢優子（鬼洞寺の世話役・本名：本橋美佐枝） - 東てる美
- 飯島大五郎（高山中央警察署 刑事） - 下川辰平
- 妙信尼 - 小畠絹子
- 美角優介、大石継太、松井紀美江、しみず霧子、鈴木愛美、深見亮介、奥久俊樹、原純二、太田和良、飯田訓子、吉田朝、成田浬、マック後藤

第2作「京都鬼子母神伝説殺人事件」（1997年）
- 一条寺春雪（白雪の弟子・本名：本堂園子） - 未来貴子
- 工藤香織（忠彦の婚約者） - 片岡聖子
- 海原文雄（弁護士） - 三上直也
- 結城忠彦（良江の義息） - 円谷浩
- 結城良江（結城呉服 社長） - 三ツ矢歌子
- 一条寺白雪（京友禅の職人） - 波多野博
- 長尾敬太郎（嵯峨野警察署 警部） - 岡本信人
- 剛たつひと、山内としお、披岸喜美子、浅野光希、瀬能礼子、大川圭、川口千枝、佐藤友美、古河和子、タンクロー、浅田祐三、須賀章

第3作「阿蘇火の国幽女伝説殺人事件」（1998年）
- 長峰紫穂（マネージャー・本名：樹美羽子） - 秋本奈緒美
- 樹美羽子（女優・本名：長峰紫穂） - 大沢逸美
- 五十嵐（警部補） - 越村公一
- 鳥居（刑事） - 大城英司
- 伊織佐奈江（淳之介の妻） - 片岡静香
- 丸池雅喜（副委員長） - 三上直也
- 国友隆明（貿易会社社長） - 倉田健
- 伊織淳之介（相良氏入国八百年祭実行委員長） - 長門裕之
- サトコ（美羽子の同級生） - 棟里佳
- 小堺マリモ（美羽子の付き人） - 牛尾田恭代
- 松崎誠次郎（熊本県人吉出身） - 土屋大輔
- 樹百合子（美羽子の母親・淳之介の愛人） - 藤浪靖子
- 仙北谷和子、大山豊、宮重キヨ子、安積玲奈、木下進、大川圭

## スタッフ
- プロデューサー - 斎藤頼照、山田大作
- 脚本 - 金子成人（第1作）、長坂秀佳（第2作）、境光夫（第1作・第2作）、中岡京平（第3作）
- 監督 - 小松範任（第1作）、合月勇（第2作・第3作）
- 音楽 - 福嶋頼秀（第2作・第3作）
- 製作 - TSP、TBS

## 放送日程
| 話数 | 放送日        | サブタイトル               | 脚本            | 演出     |
| ---- | ------------- | -------------------------- | --------------- | -------- |
| 1    | 1997年4月14日 | 奥飛騨平家伝説殺人事件     | 金子成人 境光夫 | 小松範任 |
| 2    | 9月08日       | 京都鬼子母神伝説殺人事件   | 長坂秀佳 境光夫 | 合月勇   |
| 3    | 1998年4月13日 | 阿蘇火の国幽女伝説殺人事件 | 中岡京平        | 合月勇   |